# Naso annulatus
El Naso annulatus es una especie de pez cirujano del género Naso, encuadrado en la familia Acanthuridae. Es un pez marino del orden Perciformes, ampliamente distribuido por aguas tropicales y subtropicales de los océanos Índico y Pacífico.
Su nombre más común en inglés es Whitemargin Unicornfish, o pez unicornio de margen blanco, debido al color del margen de la aleta caudal de los juveniles de la especie.
Es común en partes de su rango, siendo recolectado para consumo humano en Filipinas y otros lugares.

## Morfología
Tiene el cuerpo en forma oval, muy comprimido lateralmente. Es la especie de pez unicornio con el “cuerno” más sobresaliente, alcanzando un tamaño equivalente al de la cabeza. Su hocico es puntiagudo; de adultos desarrollan un largo cuerno que disminuye gradualmente antes del ojo, en los juveniles se limita a una protuberancia sobre la parte frontal; dientes pequeños, cónicos, con puntos ligeramente deprimidos, lisos o con ligeras denticulaciones; 2 pares de quillas cortantes sobre placas en el pedúnculo caudal, que es estrecho. En el caso de los machos adultos, desarrolla unos filamentos alargados en cada punta de la caudal.
El color base es marrón oliváceo, pudiendo cambiar a azul pálido según el estado anímico y/o el medio ambiente. Aleta caudal con amplios radios negruzcos y membranas entre ellos. Los juveniles tienen un delgado margen dorsal y anal blanco, y un anillo blanco en el pedúnculo caudal, así como la aleta caudal oscura con el margen blanco.
Tiene 5 espinas dorsales, de 28 a 29 radios blandos dorsales, 2 espinas anales y de 27 a 28 radios blandos anales.
Puede alcanzar una talla máxima de 100 cm, siendo de las especies de mayor tamaño del género. La edad máxima reportada para esta especie es de 23 años.

## Hábitat y modo de vida
Los juveniles habitan aguas superficiales de lagunas coralinas, a tan sólo un metro de profundidad. Los adultos prefieren arrecifes exteriores, suelen ocurrir en pequeños grupos, y raramente se divisan a menos de 25 m de profundidad.
Se alimentan durante el día y se resguardan en el arrecife durante la noche.
Su rango de profundidad oscila entre 1 y 60 m, aunque más usualmente entre 25 y 60.

## Distribución
Se distribuye desde el mar Rojo hasta Hawái, al norte desde Japón, y al sur hasta las islas Lord Howe y Norfolk. Es especie nativa de Arabia Saudí, Australia, Brunéi Darussalam, Camboya, China, Comoros, islas Cook, Costa Rica,  Egipto, Eritrea, Filipinas, Fiyi, Guam, Hawái, Hong Kong, India, Indonesia, Israel, Japón, Jordania, Kiribati, Macao, Madagascar, Malasia, islas Marianas del Norte, islas Marshall, Mayotte, Micronesia, Mozambique, Nauru, isla Navidad, Niue, isla Norfolk, Nueva Caledonia, Palaos, Papúa Nueva Guinea, Polinesia, islas Salomón, Seychelles, Sri Lanka, Sudáfrica, Sudán, Tailandia, Taiwán, Tanzania, Timor Leste, Tonga, Tuvalu, Vanuatu, Vietnam, Wallis y Futuna, Yemen y Yibuti.

## Alimentación
Los juveniles se alimentan principalmente de algas verdes filamentosas y los adultos de zooplancton gelatinoso. El cambio de dieta suele ocurrir cuando alcanzan, al menos, los 20 cm de tamaño.

## Reproducción
El dimorfismo sexual es evidente en los adultos, por los filamentos de la aleta caudal de los machos y sus mayores cuchillas defensivas. Son dioicos, de fertilización externa y desovadores pelágicos, en parejas. No cuidan a sus crías.

## Galería

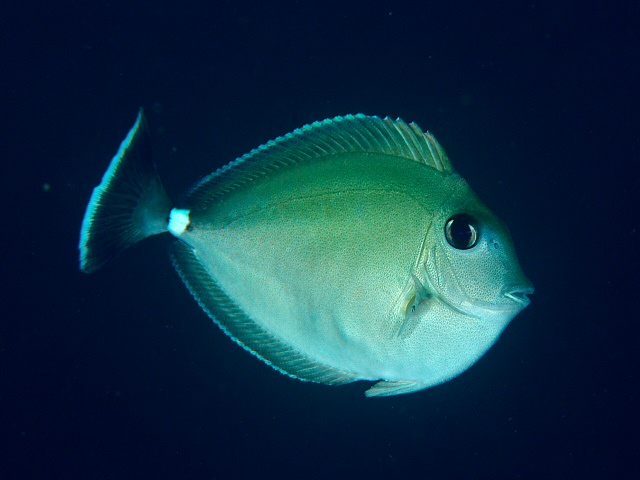
Ejemplar juvenil en Izu, Japón.
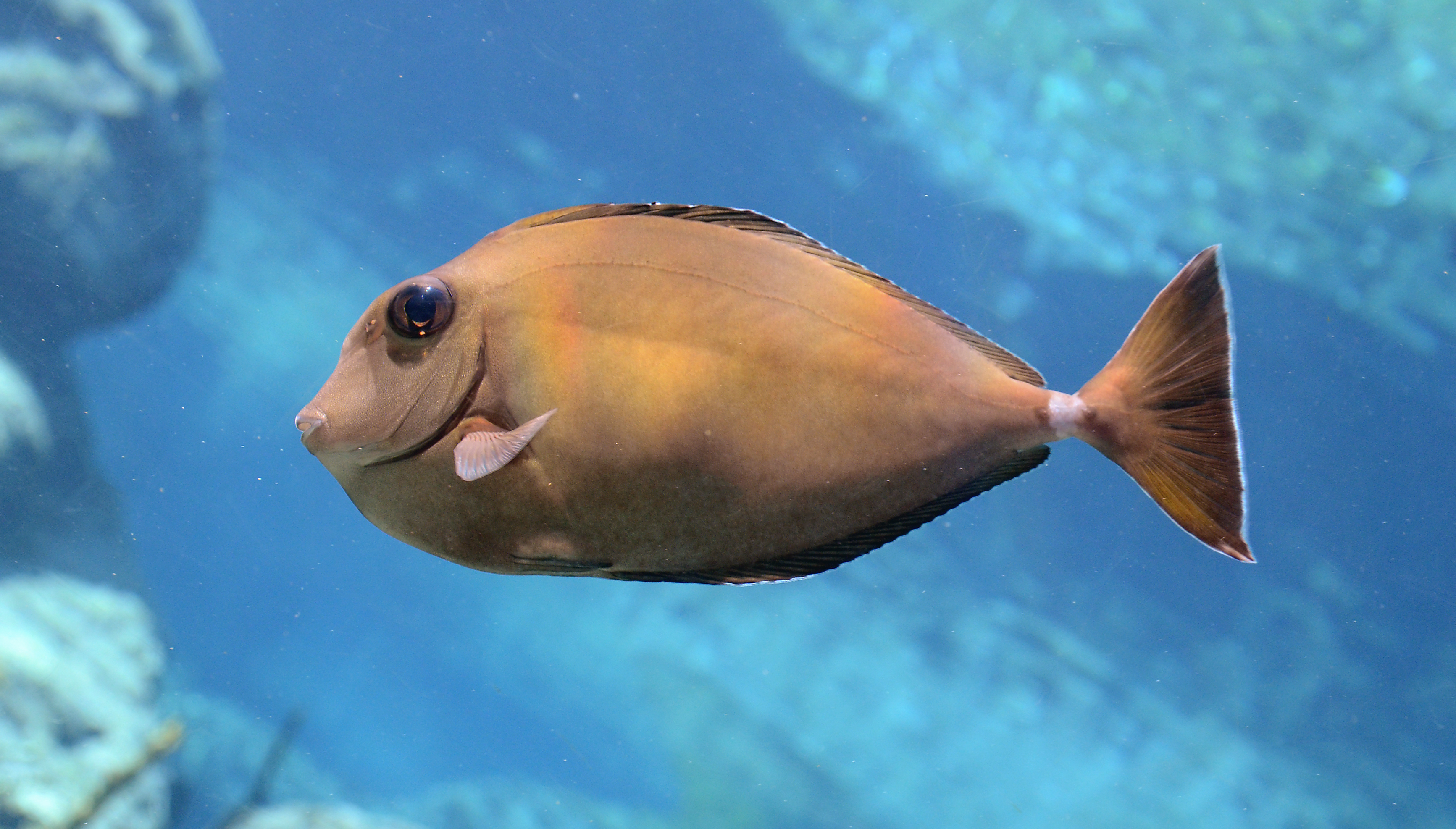
Ejemplar juvenil en "uShaka Sea World", Durban, Sudáfrica
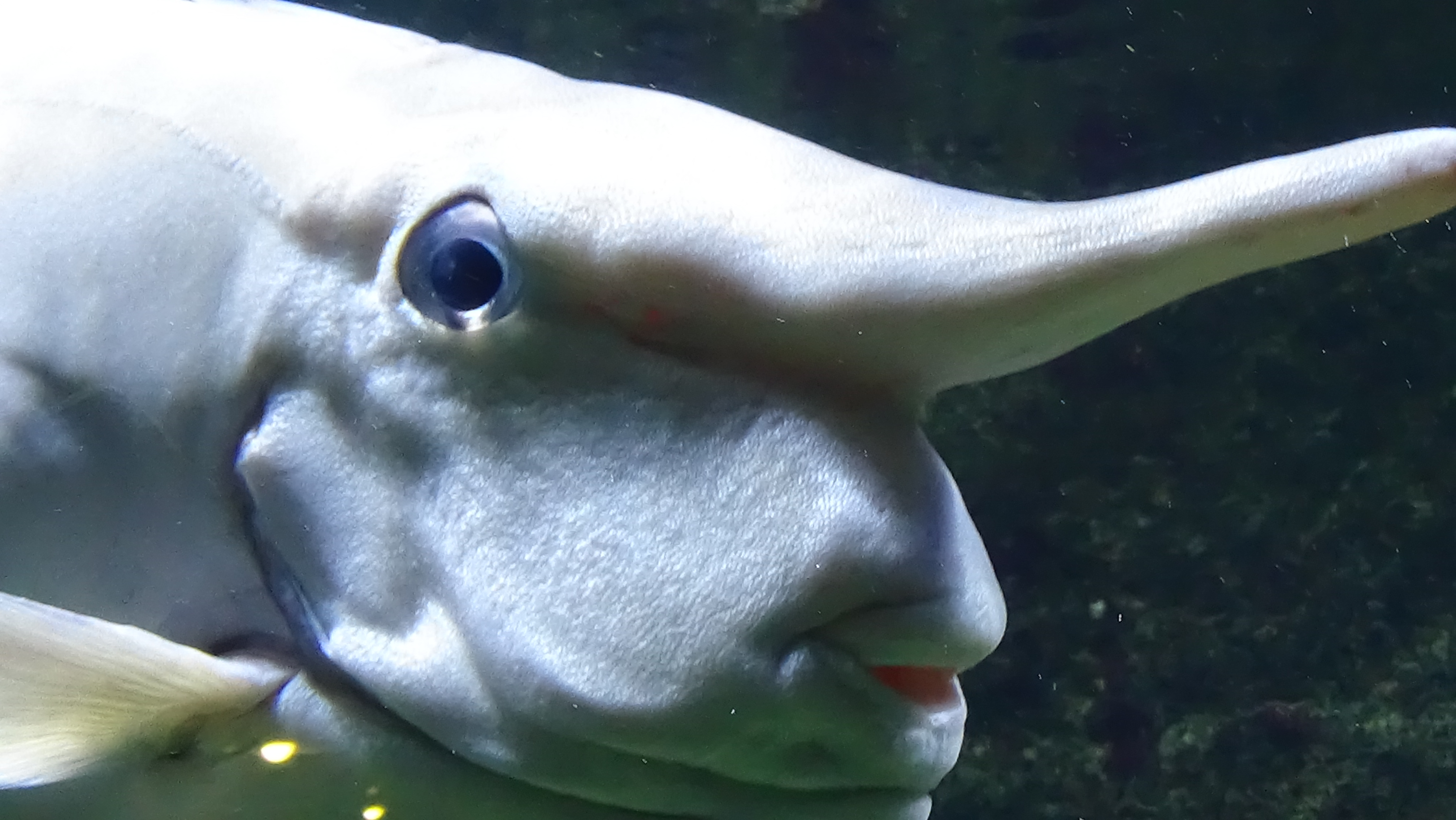
Detalle de cabeza de ejemplar adulto
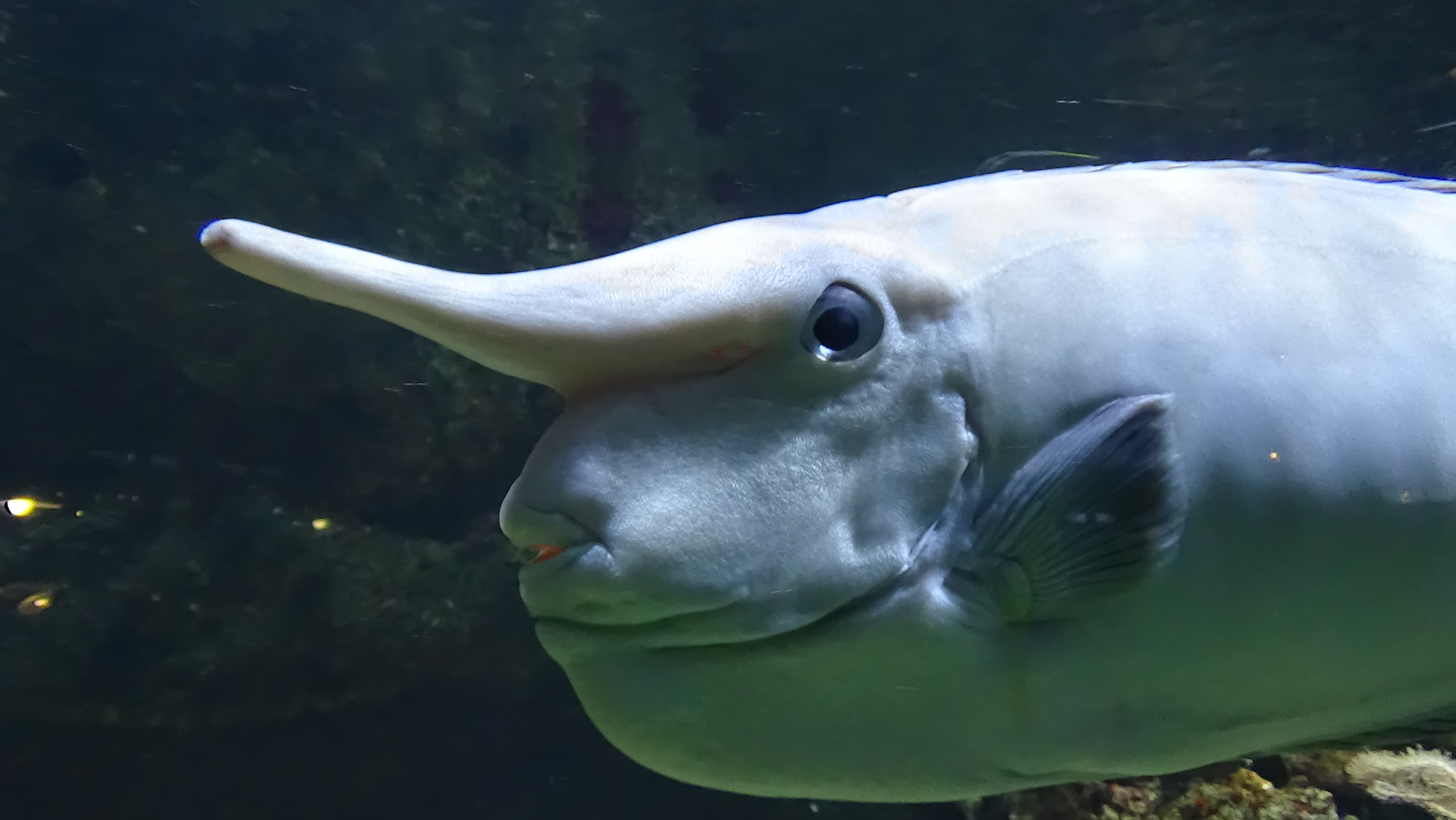
Ejemplar adulto en el Acuario del "Palais de la Porte Dorée"
Adulto en el Acuario de Cornwall mostrando los filamentos de la aleta caudal
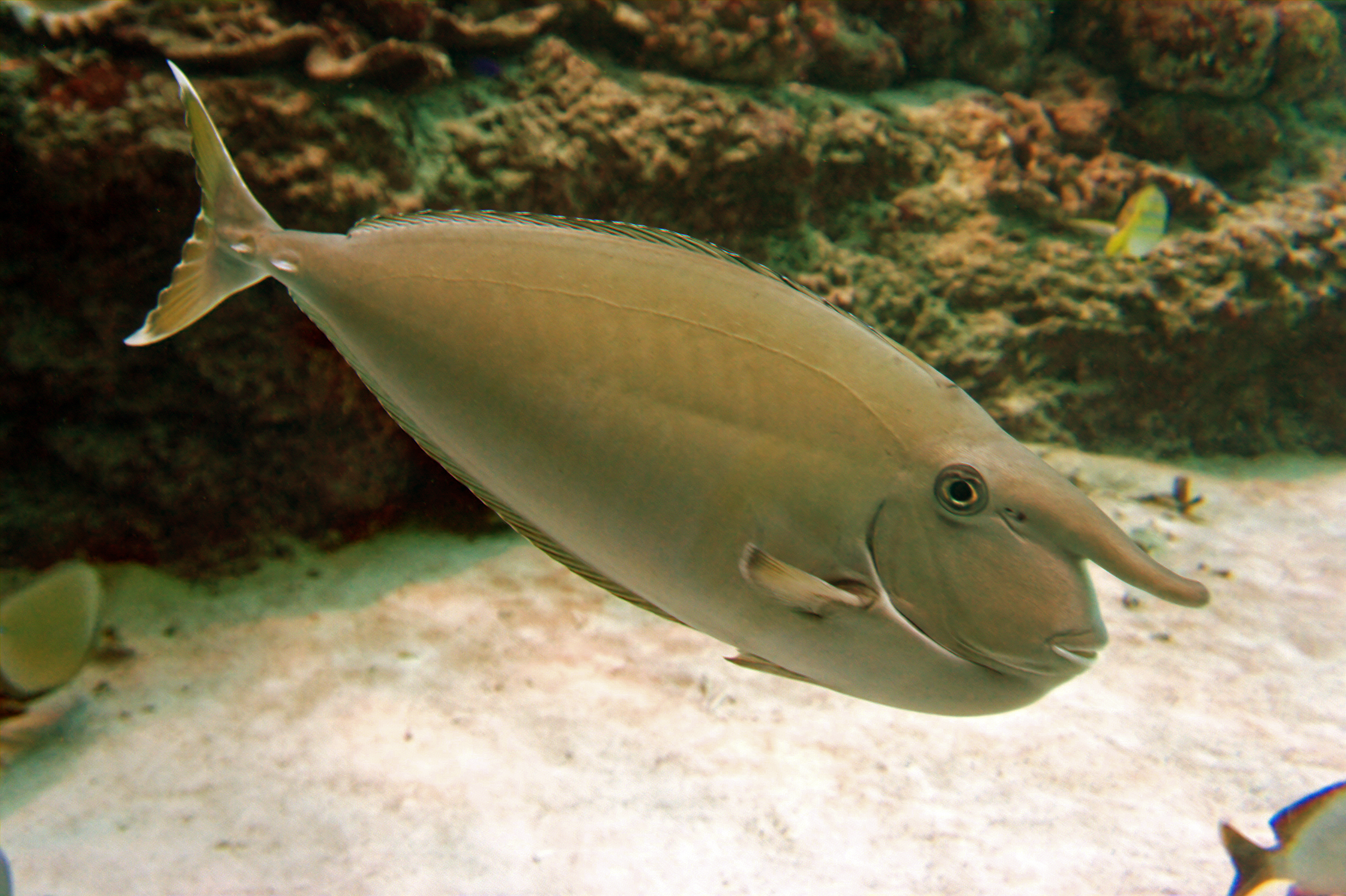
Ejemplar adulto con coloración marrón en el Acuario de Okinama Churaumi, Japón
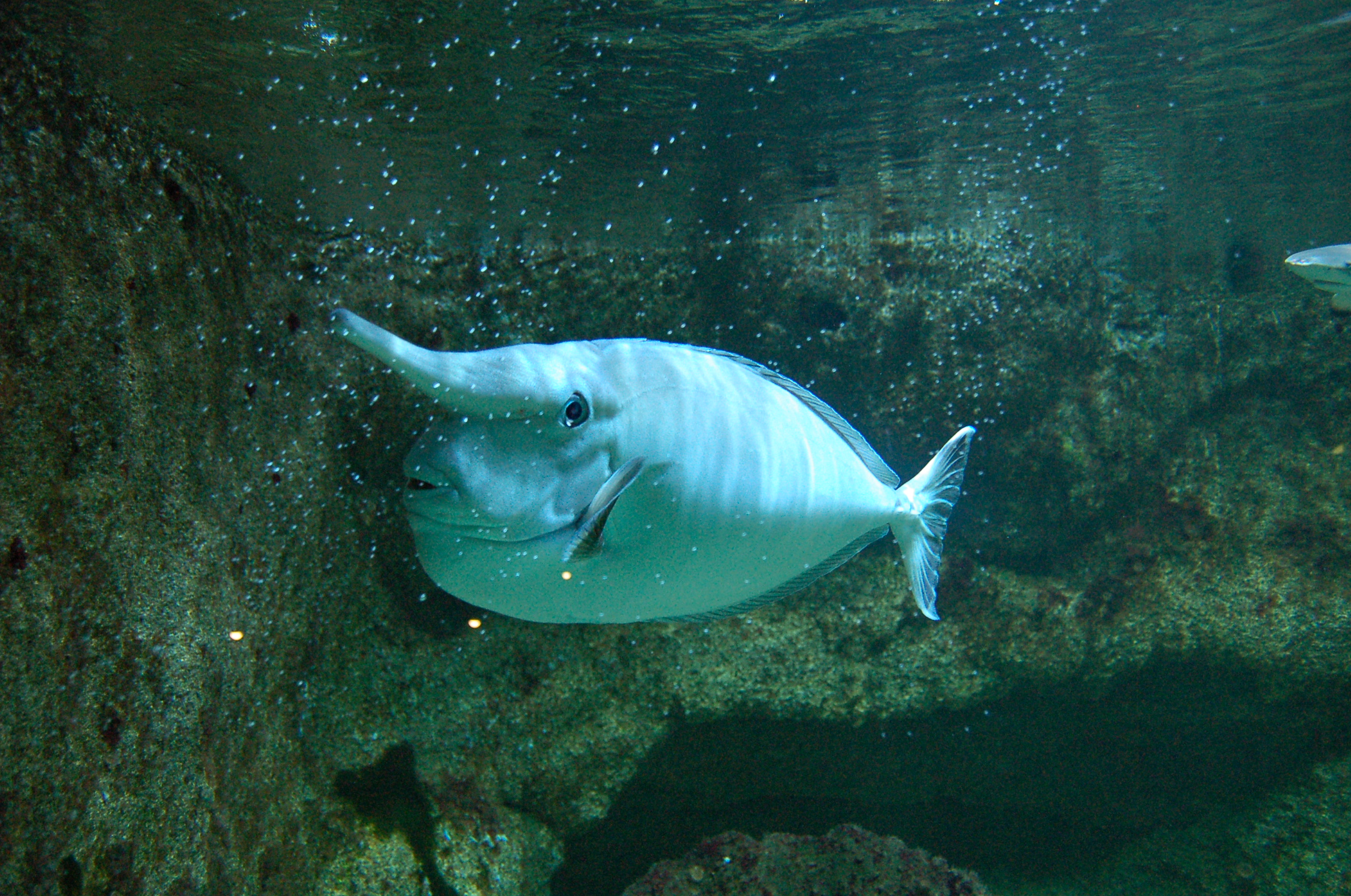
En el Aquarium tropical del "Palais de la Porte Dorée", Paris
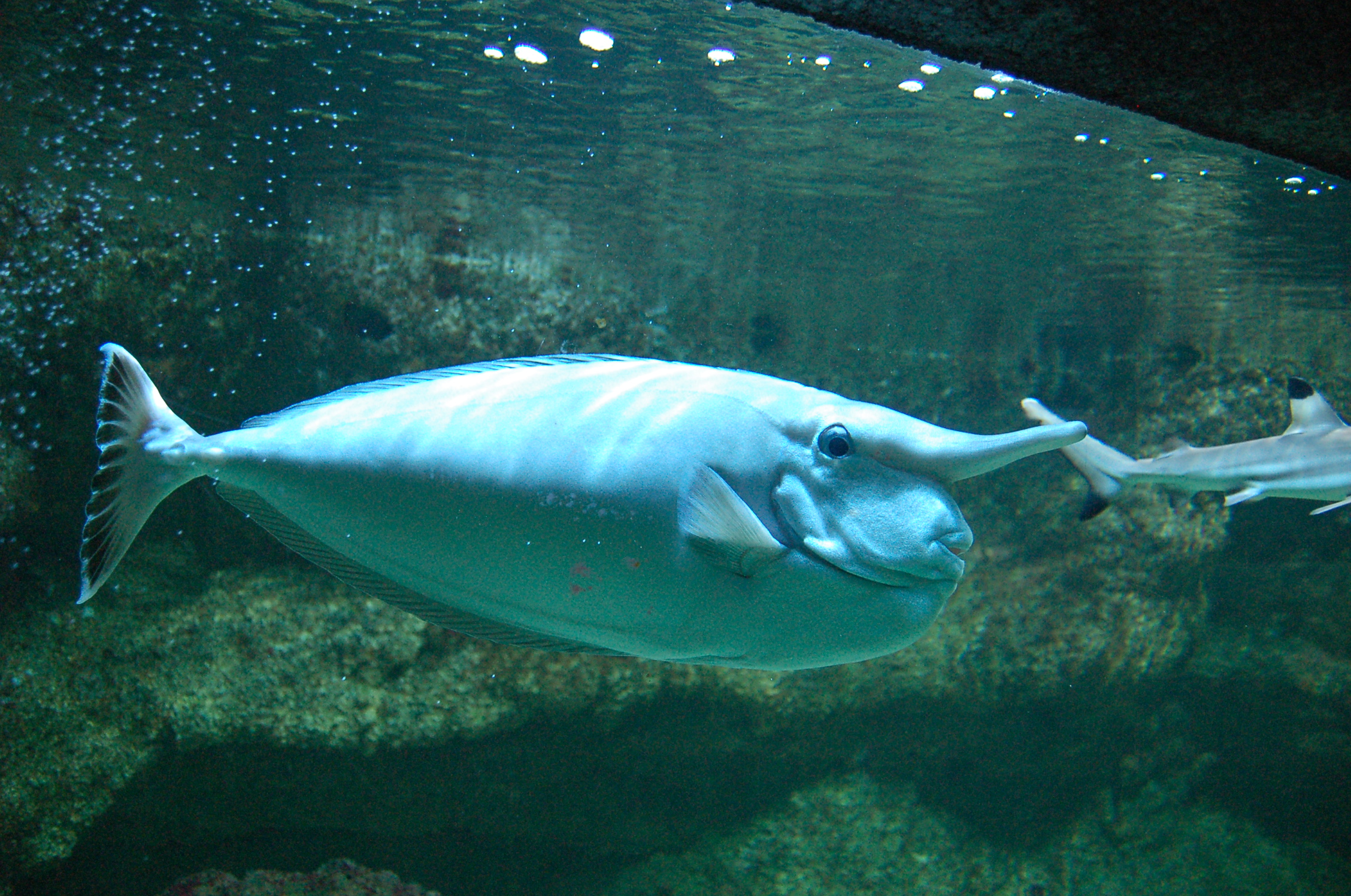
En el acuario del "Palais de la Porte Dorée"
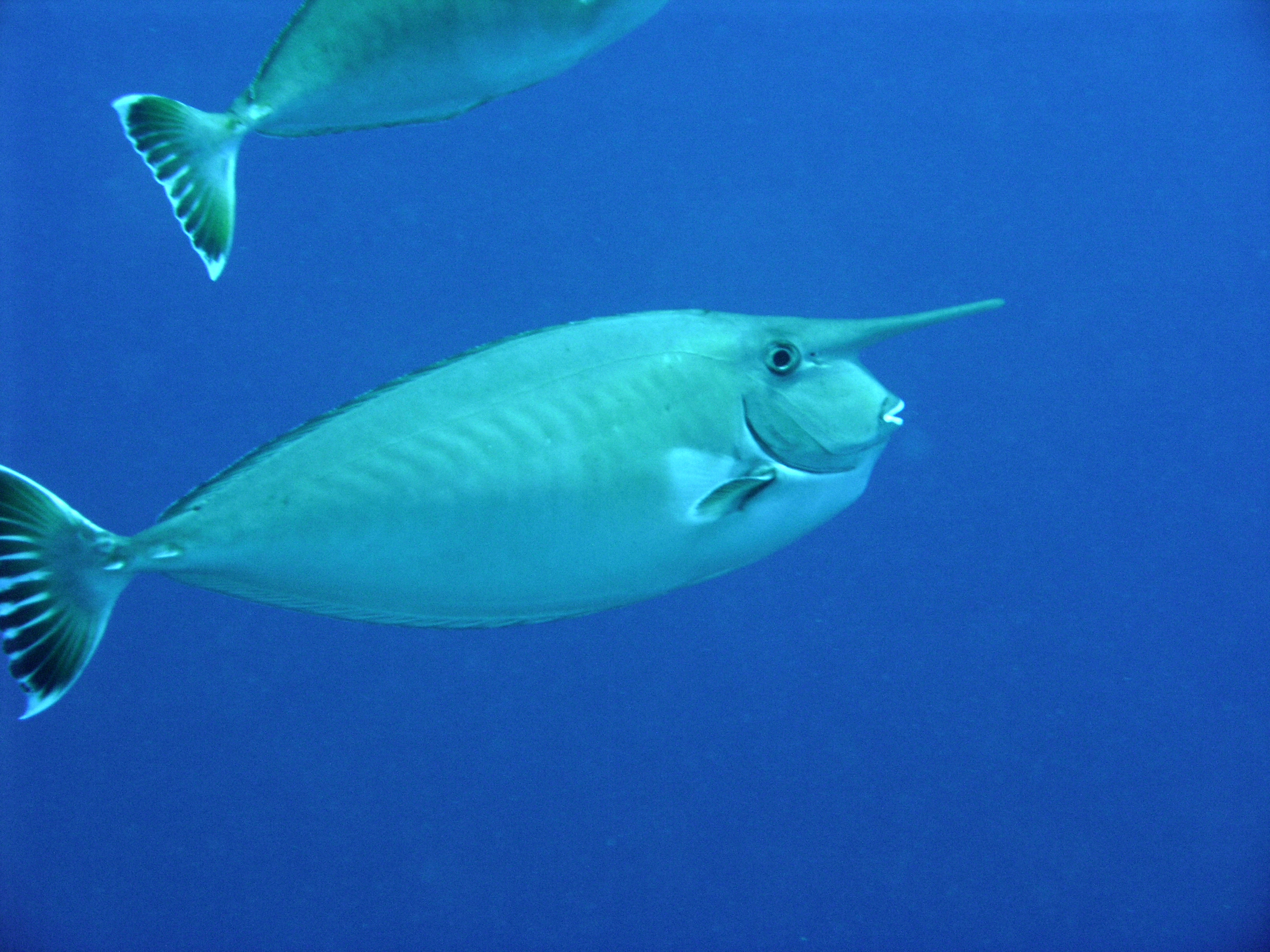
En la isla de Bunaken, Sulawesi, Indonesia
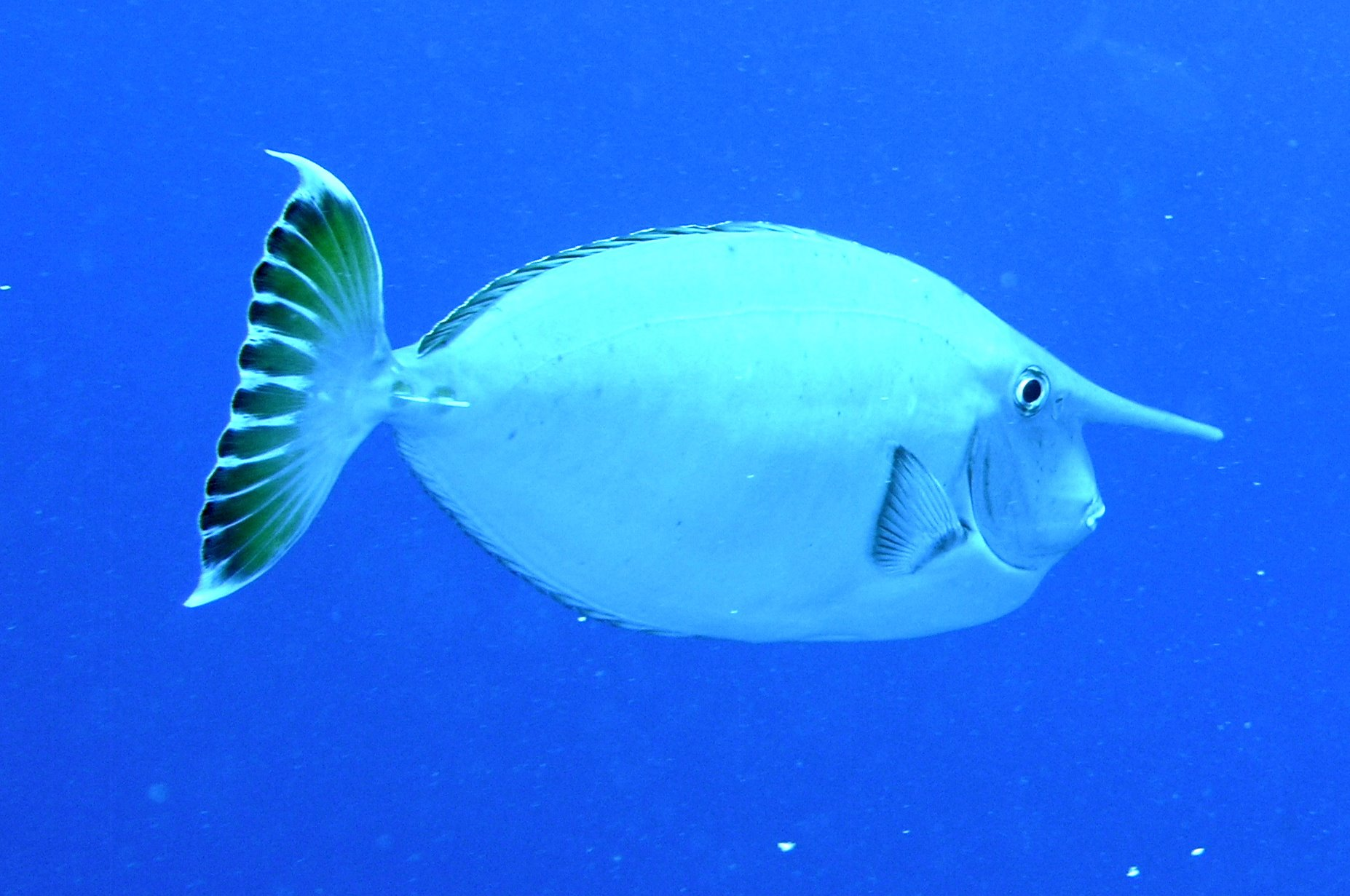
En la isla de Bunaken, Sulawesi, Indonesia